# Schinzinia
Schinzinia is een monotypisch geslacht van schimmels behorend tot de familie Agaricaceae. Het geslacht bevat alleen Schinzinia pustulosa.